# کوین ولنتاین
کوین ولنتاین یک درامر آمریکایی راک است که بیشتر به دلیل عضویت در دونی آیریس و کروزرها شناخته می‌شود. ولنتاین در تمام آلبوم‌های اولیه گروه در طول دهه ۱۹۸۰ درام می‌نواخت.  ولنتاین به عنوان عضوی از بی‌نفس، اینوسنت ، گادز، رزی، شدوکینگ ، لوگرم بند و نورلند ضبط کرده است. او همچنین (به صورت یک جلسه) در آلبوم‌های بوسه، داغ در سایه، انتقام و سیرک روانی اجرا کرد و در همه آهنگ‌ها به جز یکی در سیرک روانی اجرا کرد. تنها آهنگی که او پخش نکرد «درون خلاء» بود که توسط پیتر کریس اجرا شد. در انتقام، او در یک آهنگ، «بیرون بیاور» و «تو مرا دوست داری تا ازت متنفر شوم» را در «داغ در سایه» نواخت. او همچنین یکی از اعضای تور سیندرلا بود. ولنتاین همچنین میکس‌کننده صدا برای بسیاری از برنامه‌های تلویزیونی پرطرفدار همچون همسر خوب، لژیون، بهتره با سال تماس بگیری، ال کامینو: فیلم بریکینگ بد، اوزارک و هرگزها است.